# Lunisolární kalendář
Lunisolární kalendář je kalendář, který spojuje dohromady princip kalendáře solárního a lunárního (slunečního a měsíčního), a snaží se tak kompenzovat nevýhody obou. To znamená, že délka měsíců odpovídá délce měsíčního cyklu (tj. přibližně 29,5 dne), zatímco délka roku se řídí rokem tropickým, tj. dobou, kdy se Slunce vrátí na své původní místo na ekliptice.
Nejstarším známý lunisolárním kalendář je v Göbekli Tepe. Příkladem použití lunisolárního kalendáře je čínský a židovský kalendář.
Aby bylo možné skloubit a spojit měsíční i sluneční cyklus, používají se tzv. „přestupné měsíce“. Praxe vychází ze skutečnosti, že každý lunární rok je kratší o cca 11,5 dne než rok solární. To znamená, že za tři roky se lunární cyklus zpozdí o 34,5 dne, což odpovídá přibližně jednomu měsíci. Proto se při tomto posunu vkládá většinou každý třetí rok (přesnou praxi je třeba ověřit u každého kalendáře zvlášť) jeden měsíc navíc. Přestupný rok má tedy 13 měsíců.
Ve starověku se o vsunutí přestupného měsíce rozhodovalo podle stavu obilí (zda již bylo připraveno pro žeň, či zda potřebovalo k dozrání ještě jeden měsíc), dnes se přestupné roky vypočítavají.